# Ludwig Schuberth
Ludwig Schuberth  (Magdeburg, Alemanya, 18 d'abril de 1806 - Sant Petersburg, Rússia, abril de 1850) fou un compositor alemany.
S'assenyalà com a director d'orquestra i en la música dramàtica i simfònica. Fou kapellmeister dels teatres d'òpera de Riga, Königsberg i Sant Petersburg. De la seva producció destaquen algunes obres de cambra i simfonies.